# Conclave del 1389
Il conclave del 1389 venne convocato a seguito della morte di papa Urbano VI e si concluse con l'elezione di papa Bonifacio IX.

## Situazione generale
Durante il pontificato di papa Urbano VI, tutti i cardinali che lo elessero nel 1378 passarono dalla parte dell'antipapa Clemente VII. Per questo, fu l'unico conclave della storia in cui tutti i cardinali presenti erano stati nominati dal papa defunto.
Il conclave si aprì il 25 ottobre 1389, nel Palazzo Apostolico di Roma, con la partecipazione di 13 cardinali, tutti provenienti dagli Stati italiani; solo 2 componenti del Collegio cardinalizio provenivano da altre Nazioni e nessuno di loro partecipò. Dopo otto giorni, il 2 novembre venne eletto papa il cardinale Pietro Tomacelli, anch'egli napoletano come il predecessore ed arciprete della basilica di San Giovanni in Laterano, il quale scelse il nome di Bonifacio IX. Non essendo ancora vescovo, ricevette la consacrazione episcopale il 9 novembre successivo, nella basilica di San Pietro in Vaticano, per imposizione delle mani di Francesco Moricotti, cardinale vescovo di Palestrina e decano del Collegio cardinalizio; lo stesso giorno venne solennemente incoronato pontefice, sulla scalinata della basilica vaticana, da Tommaso Orsini, cardinale diacono di Sant'Eustachio, facente funzione di cardinale protodiacono.
Inoltre vi erano altri 5 cardinali creati da Urbano VI che non parteciparono al conclave; si tratta di Pileo da Prata, Galeotto Tarlati di Petramala, Bartolomeo Mezzavacca, Adam Easton e Landolfo Maramaldo, che vennero deposti dallo stesso pontefice, ma che papa Bonifacio IX reintegrò nel Collegio cardinalizio.

## Collegio cardinalizio all'epoca del conclave

### Presenti in conclave
| Nome                                   | Paese                 | Titolo                                             | Ruolo                                                                                         | Nascita    | Concistoro | Creato da      |
| -------------------------------------- | --------------------- | -------------------------------------------------- | --------------------------------------------------------------------------------------------- | ---------- | ---------- | -------------- |
| Francesco Moricotti                    | Repubblica di Pisa    | Cardinale vescovo di Palestrina                    | Decano del Collegio cardinalizio; Vice-Cancelliere di Santa Romana Chiesa                     | 1320/1330  | 18/09/1378 | papa Urbano VI |
| Andrea Bontempi                        | Stato Pontificio      | Cardinale presbitero dei Santi Marcellino e Pietro | Vescovo di Perugia; Cardinale protopresbitero                                                 | 1326       | 18/09/1378 | papa Urbano VI |
| Poncello Orsini                        | Stato Pontificio      | Cardinale presbitero di San Clemente               | Vescovo di Aversa                                                                             | 1330/1340  | 18/09/1378 | papa Urbano VI |
| Pietro Tomacelli                       | Regno di Napoli       | Cardinale presbitero di Sant'Anastasia             | Arciprete della Basilica di San Giovanni in Laterano                                          | 1350 circa | 21/12/1381 | papa Urbano VI |
| Angelo Acciaiuoli                      | Repubblica di Firenze | Cardinale presbitero di San Lorenzo in Damaso      | Vescovo emerito di Firenze                                                                    | 15/04/1340 | 17/12/1384 | papa Urbano VI |
| Francesco Carbone, O.Cist.             | Regno di Napoli       | Cardinale presbitero di Santa Susanna              | Penitenziere Maggiore                                                                         | 1350 circa | 17/12/1384 | papa Urbano VI |
| Stefano Palosti de Verayneris          | Regno di Napoli       | Cardinale presbitero di San Marcello               | Vescovo di Todi                                                                               | 1340 circa | 17/12/1384 | papa Urbano VI |
| Francesco Renzio                       | Regno di Napoli       | Cardinale diacono di Santa Maria in Domnica        | Camerlengo del Collegio cardinalizio; Cardinale protodiacono                                  | 1330 circa | 21/12/1381 | papa Urbano VI |
| Tommaso Orsini                         | Stato Pontificio      | Cardinale diacono di Sant'Eustachio                | Legato apostolico nel Patrimonio di San Pietro                                                | 1340/1350  | 1383       | papa Urbano VI |
| Marino Vulcano                         | Regno di Napoli       | Cardinale diacono di Santa Maria Nuova             | Camerlengo di Santa Romana Chiesa; Arciprete della Basilica Liberiana di Santa Maria Maggiore | 1345 circa | 17/12/1384 | papa Urbano VI |
| Rinaldo Brancaccio                     | Regno di Napoli       | Cardinale diacono di San Vito in Macello Martire   |                                                                                               | 1350/1360  | 17/12/1384 | papa Urbano VI |
| Ludovico Fieschi                       | Repubblica di Genova  | Cardinale diacono di Sant'Adriano al Foro          | Amministratore apostolico di Vercelli                                                         | 1350 circa | 17/12/1384 | papa Urbano VI |
| Angelo d'Anna de Sommariva, O.S.B.Cam. | Ducato di Milano      | Cardinale diacono di Santa Lucia in Septisolio     |                                                                                               | 1340 circa | 17/12/1384 | papa Urbano VI |

### Assenti in conclave
| Nome               | Paese            | Titolo                                | Ruolo                                              | Nascita    | Concistoro | Creato da      |
| ------------------ | ---------------- | ------------------------------------- | -------------------------------------------------- | ---------- | ---------- | -------------- |
| Philippe d'Alençon | Regno di Francia | Cardinale vescovo di Ostia e Velletri | Arciprete della Basilica di San Pietro in Vaticano | 1338/1339  | 18/09/1378 | papa Urbano VI |
| Bálint Alsáni      | Regno d'Ungheria | Cardinale presbitero di Santa Sabina  | Amministratore apostolico di Pécs                  | 1330 circa | 17/12/1384 | papa Urbano VI |

## Fonti
- (EN) Salvador Miranda, Conclave of October 25 - November 2, 1389, su fiu.edu – The Cardinals of the Holy Roman Church, Florida International University. URL consultato il 2 dicembre 2021.